# Olibrus erithacus
Olibrus erithacus là một loài bọ cánh cứng trong họ Phalacridae. Loài này được Chevrolat miêu tả khoa học năm 1863.